# La inteligencia fracasada. Teoría y práctica de la estupidez
La inteligencia fracasada. Teoría y práctica de la estupidez es un ensayo del filósofo José Antonio Marina acerca de cómo la inteligencia fracasa en su labor. El autor no habla de la inteligencia cognitiva como tal, la cual suele estar predefinida genéricamente, sino de cómo esta, a pesar de ser abundante en un individuo, llegar por tomar decisiones equivocadas o por la inoportuna inacción.

## Contenido
El libro se compone de los siguientes capítulos:

### La inteligencia malograda
Dedicado al análisis de los casos en los que la inteligencia estructural —la que se evalúa con los test de inteligencia— es anulada por diversos fenómenos internos del individuo, adoptando posturas estúpidas, como la furia, el exceso de optimismo, etcétera. De esta forma, la idea se convierte en un mecanismo irreflexivo. El autor apuesta por una definición extensiva de la inteligencia, de forma que la elección de los objetivos forme parte del tema, y no sólo la consecución de ellos. Pero en esta sociedad en que vivimos, desde pequeños nos meten el miedo en el cuerpo, y el miedo se opone a la felicidad. Lo difícil es aprender a quitarse el miedo, pero una vez que se consigue, es más fácil lo siguiente. Lo primero que se plantea es si es cierto lo que se enseña al respecto, y se cree que si desaprendes todo lo aprendido, o por lo menos lo dudas, estás en buen camino. El resultado suele ser que por lo menos sonríes. En el miedo y el futuro se cree que está la clave.

### Los fracasos cognitivos
Pormenorizado análisis de los prejuicios, la superstición, el dogmatismo y el fanatismo, y de la forma en que confunden la inteligencia, ocultando la realidad al raciocinio.

### Los fracasos afectivos
Reconocimiento de las conclusiones equivocadas causada por los afectos y sentimientos.

### Los lenguajes fracasados
Cómo el uso incorrecto del lenguaje da lugar a todo tipo de malentendidos.

### El fracaso de la voluntad
También es posible que la inteligencia fracase debido a un atasco en la toma de decisiones de forma que el individuo entre en un círculo vicioso.

### La elección de metas
La inteligencia no trata de resolver problemas sino de plantearlos. Una meta equivocada, falsa o mala pervierte todos los razonamientos que conducen a ella.
Principio de la jerarquía de metas: Los pensamientos que son en sí inteligentes pueden resultar estúpidos si la meta es estúpida.
Silogismo ad hoc: La inteligencia fracasa cuando se equivoca en la elección de la meta. La principal meta jerárquica para el individuo es su felicidad. Es un fracaso de la inteligencia aquello que le aparta o impida conseguir la felicidad.
En concreto, el cerdo aspira a una felicidad de cerdo, mientras que la felicidad humana es una "armoniosa satisfacción de dos grandes aspiraciones: el bienestar y la creación".

### Sociedades inteligentes y sociedades estúpidas
Como seres sociales que somos, nos vemos continuamente influenciados por los pensamientos y acciones de los demás, tanto a nivel familiar como a nivel de nación. Se hace un repaso a como la historia está atestada de ejemplos de estupidez global —como la Roma de Nerón, la iglesia de los Borgia, el militarismo francés de Napoleón o la locura homicida del Tercer Reich. La estupidez en sociedad se puede englobar como una extensión de los fracasos englobados en los capítulos previos, pero ejercidos en colectividad.